# Посёлок южного отделения совхоза имени Дзержинского
Ю́жного отделе́ния совхо́за и́мени Дзержи́нского — посёлок в Новоусманском районе Воронежской области. Входит в состав Трудовского сельского поселения.

## История
Именовался сельцом Китаевка и составлял единое целое с сельцом Китаевка (Плясово), находящимся немного южнее, на территории соседнего Рождественско-Хавского поселения. В 1900 г. в этих двух селах проживало 203 человека.

## Население
| 2000 | 2005 | 2008 | 2010 |
| ---- | ---- | ---- | ---- |
| 210  | ↘189 | ↗199 | ↘186 |

Численность населения на 2008 год — 199 человек, число хозяйств — 66.
В 2000 году население села составляло 210 человек, в 2005 году — 189 человек, в 2010 году — 186 человек.

## Уличная сеть
- ул. Вишнёвая,
- ул. Рационализаторов,
- ул. Солнечная,
- ул. Центральная.

## Инфраструктура
В поселке имеется детский сад.